# موش زمستان‌خواب پشمالو
موش زمستان‌خواب پشمالو (نام علمی: Dryomys laniger) نام یک گونه از تیره موش زمستان‌خواب است.